# Cnemolia ituriensis
Cnemolia ituriensis là một loài bọ cánh cứng trong họ Cerambycidae.